# Dejvid Sinani
Dejvid Sinani (* 2. April 1993 in Belgrad, BR Jugoslawien) ist ein momentan pausierender luxemburgisch-serbischer Fußballspieler.

## Karriere

### Verein
Von seinem Heimatverein OFK Belgrad wechselte Sinani in den Nachwuchs des luxemburgischen Erstligisten FC Differdingen 03, wo er auch in der Saison 2011/12 sein Debüt in der BGL Ligue feierte. Dort gewann er zwei Mal den nationalen Pokal und wurde zwischenzeitlich an den FC UNA Strassen sowie US Bad Mondorf verliehen. Ab 2018 spielte Sinani dann drei Jahre für den Ligarivalen CS Fola Esch und feierte 2021 erstmals die Meisterschaft. Anschließend verpflichtete ihn der F91 Düdelingen, wo er diesen Titel 2022 erneut gewinnen konnte. Im Sommer 2023 wechselte er dann weiter zu Swift Hesperingen und seit der Winterpause 2024/25 pausiert Sinani mit dem Fußballspielen.

### Nationalmannschaft
Nach diversen Einsätzen in der luxemburgischen U-21-Auswahl debütierte Sinani als 29-Jähriger am 17. November 2022 beim Testspiel gegen Ungarn (2:2) für die luxemburgische A-Nationalmannschaft. Er stand zusammen mit seinem Bruder Danel in der Startelf und wurde vor heimischer Kulisse in der 59. Minute für Fabio Lohei ausgewechselt. 

## Erfolge
- Luxemburgischer Pokalsieger: 2014, 2015
- Luxemburgischer Meister: 2021, 2022

## Sonstige
Sein jüngerer Bruder Danel Sinani (* 1997) ist ebenfalls Fußballer und spielt aktuell für den deutschen Erstligisten FC St. Pauli. 